# Chelicerca jaliscoa
Chelicerca jaliscoa är en insektsart som beskrevs av Ross 1984. Chelicerca jaliscoa ingår i släktet Chelicerca och familjen Anisembiidae. Inga underarter finns listade i Catalogue of Life.